# Maglavit (gmina)
Maglavit – gmina w Rumunii, w okręgu Dolj. Obejmuje miejscowości Maglavit i Hunia. W 2011 roku liczyła 4875 mieszkańców.